# Marlies Amann-Marxer

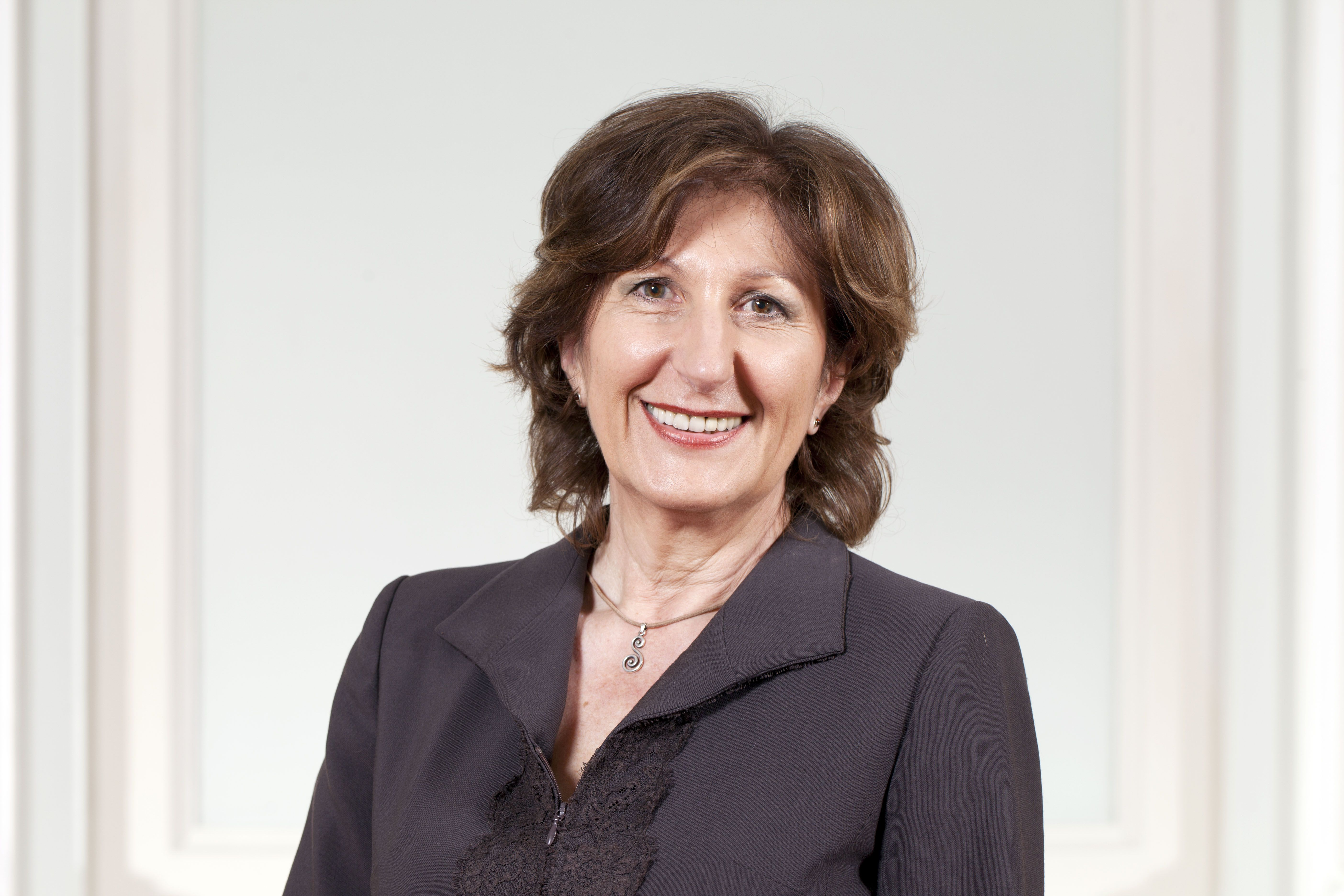
Marlies Amann-Marxer (2013)

Marlies Amann-Marxer (* 31. Juli 1952 in Eschen; geborene Marlies Marxer) ist eine liechtensteinische Politikerin (VU). Sie war von 2013 bis 2017 als Regierungsrätin mit Zuständigkeit für das Ministerium für Infrastruktur, Umwelt und Sport Mitglied der Regierung des Fürstentums Liechtenstein sowie von 2005 bis 2013 für zwei Legislaturperioden Abgeordnete im liechtensteinischen Landtag.

## Biografie
Marlies Amann-Marxer besuchte die Handelsschule St. Elisabeth in Schaan, wo sie 1969 als Abschluss das Handelsdiplom erwarb. Es folgten Sprach- und Berufsaufenthalte in Neuchâtel, Genf und Torquay in den Jahren 1970 und 1974/75. Parallel arbeitete sie ab 1970 in zahlreichen kaufmännischen Berufen bei der Liechtensteinischen Landesbank, der I.R.S.H.A. Internationalen Stahlhandelsanstalt und der Pattchom Int. Eng. AG in Vaduz. Von 1989 bis 1995 betätigte sie sich im Unternehmen ihres Gatten, der Amann Architektur AG in den Bereichen Personalwesen, Buchhaltung und Finanzen. In den Jahren 1993 bis 2001 war sie zudem Laienrichterin am Liechtensteinischen Kriminalgericht sowie von 1997 bis 2003 Ersatzlaienrichterin bei der Verwaltungsbeschwerdeinstanz.
Ihre ersten politischen Erfahrungen sammelte Amann-Marxer von 1999 bis 2005 in diversen Gemeindekommissionen sowie ab 2000 im Gemeinderat ihrer Heimatgemeinde Eschen, wo sie als ordentliches Mitglied das Ressort Schulen führte. Im Jahr 2005 wurde Marlies Amann-Marxer erstmals für die Vaterländische Union in den Landtag des Fürstentums Liechtenstein gewählt. Als Abgeordnete war sie ab 2005 Mitglied in der Aussenpolitischen Kommission und von 2005 bis 2009 als Stellvertreterin in der liechtensteinischen Delegation bei der Parlamentarischen Versammlung der OSZE. Ab 2009 war sie Mitglied der EWR-Kommission.
Nach der Landtagswahl im Februar 2013 wurde Marlies Amann-Marxer vom Liechtensteinischen Landtag in die Regierung gewählt. Als Regierungsrätin führte sie ab dem 27. März 2013 das Ministerium für Infrastruktur, Umwelt und Sport. Infolge der Landtagswahl 2017 schied Amann-Marxer mit der Angelobung der neuen Regierung am 30. März 2017 aus dem Regierungsamt aus.
Am 8. Juni 2017 wurde ihr das Komturkreuz des Fürstlich Liechtensteinischen Verdienstordens verliehen.

## Persönliches
Marlies Amann-Marxer ist verheiratet und hat vier Kinder, zwei Söhne und zwei Töchter. Sie wohnt mit ihrem Mann in Eschen.